# Ivanje, Nikšić
Ivanje este un sat din comuna Nikšić, Muntenegru. Conform datelor de la recensământul din 2003, localitatea are 18 locuitori (la recensământul din 1991 erau 27 de locuitori).

## Demografie
În satul Ivanje locuiesc 18 persoane adulte, iar vârsta medie a populației este de 49,9 de ani (47,8 la bărbați și 51,7 la femei). În localitate sunt 7 gospodării, iar numărul mediu de membri în gospodărie este de 2,57.
Populația localității este foarte eterogenă.
|  |

| Demografie | Demografie | Demografie |
| An         | Locuitori  | Locuitori  |
| ---------- | ---------- | ---------- |
|            |            |            |
|            |            |            |
|            |            |            |
|            |            |            |
| 1948       | 171        |            |
| 1953       | 209        |            |
| 1961       | 199        |            |
| 1971       | 169        |            |
| 1981       | 57         |            |
| 1991       | 27         | 26         |
| 2003       | 18         | 18         |

| \| Componența etnică conform recensământului din 2003[2] \| Componența etnică conform recensământului din 2003[2] \| Componența etnică conform recensământului din 2003[2] \| Componența etnică conform recensământului din 2003[2] \| Componența etnică conform recensământului din 2003[2] \| \| ----------------------------------------------------- \| ----------------------------------------------------- \| ----------------------------------------------------- \| ----------------------------------------------------- \| ----------------------------------------------------- \| \| \| \| \| \| \| \| Muntenegreni \| Muntenegreni \| \| 11 \| 61,11% \| \| Sârbi \| Sârbi \| \| 5 \| 27,77% \| \| necunoscută \| necunoscută \| \| 0 \| 0% \| |              |  |    |        |
| Componența etnică conform recensământului din 2003 |              |  |    |        |
| |              |  |    |        |
| Muntenegreni | Muntenegreni |  | 11 | 61,11% |
| Sârbi | Sârbi        |  | 5  | 27,77% |
| necunoscută | necunoscută  |  | 0  | 0%     |